# Firmat
Firmat est une commune de la province de Santa Fe au Centre-Est de l’Argentine.

## Démographie
En 2018 sa population était de 25 757 habitants.